# تپه اوزرلیک تپه سی
تپه اوزرلیک تپه سی مربوط به دوره اشکانیان - سده‌های اولیه - دوران‌های تاریخی پس از اسلام است و در شهرستان نیر، بخش مرکزی، دهستان دورسون خواجه، روستای کمال‌آباد واقع شده و این اثر در تاریخ ۱۸ اسفند ۱۳۸۷ با شمارهٔ ثبت ۲۴۹۷۲ به‌عنوان یکی از آثار ملی ایران به ثبت رسیده است.